# 汉斯·莫克
汉斯·莫克（德語：Hans Mock，1906年12月9日—1982年5月22日），奥地利、德国男子足球运动员，1938年加入德国国家队。他曾代表德国国家队参加1938年国际足联世界杯，结果止步十六强。